# 무순

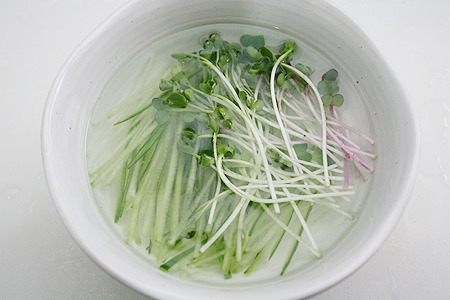
무순

무순(-筍)은 무씨에서 싹을 내어 기른 채소이다.

## 요리
- 무순김치
- 무순나물
- 무순 비빔밥
- 무순 샐러드

## 같이 보기
- 완두순
- 무청